# 普拉德纳-德尔林孔
普拉德纳-德尔林孔，是西班牙马德里自治区的一个市镇。总面积23平方公里，总人口98人（2001年），人口密度4人/平方公里。